# CSI (bus serie)
El estándar CSI o Interfaz Serie para Cámaras (del inglés, Camera Serial Interface) es una especificación de la  Mobile Industry Processor Interface Alliance (MIPI Alliance) que define la interfaz entre una cámara digital y un procesador anfitrión. Las últimas especificaciones de interfaz en vigor son CSI-2 v3.0, CSI-3 v1.1 y CCS v1.0, que se lanzaron en 2019, 2014 y 2017 respectivamente.

## Estándares

### CSI-1
El MIPI CSI-1 fue el estándar original de interfaz MIPI para cámara digital. Surgió como una arquitectura para definir la interfaz entre una cámara digital y un procesador anfitrión. Sus sucesores fueron el MIPI CSI-2 y el MIPI CSI-3, dos estándares que todavía siguen evolucionando.

### CSI-2
El MIPI CSI-2 v1.0 es el estándar publicado en 2005. Como opción de capa física utiliza tanto la estándar D-PHY como el estándar C-PHY (ambos estándares fueron propuestos por la MIPI Aliance). Su protocolo está dividido en las siguientes capas:
1. Capa física (C-PHY/D-PHY)
2. Capa de mezcla del encaminamiento.
3. Capa de bajo nivel del protocolo.
4. Capa de la conversión de Pixel a Byte
5. Capa de aplicación

En abril de 2017, se lanzó la especificación CSI-2 v2.0. CSI-2 v2.0 trajo soporte para profundidad de color RAW-16 y RAW-20, aumento de canales virtuales de 4 a 32, reducción de latencia y eficiencia de transporte (LRTE, Latency Reduction and Transport Efficiency), Differential Pulse-Code Modulation (DPCM) compresión y codificación para reducir la potencia de la Densidad espectral.
En septiembre de 2019, se lanzó la especificación CSI-2 v3.0. CSI-2 v3.0 introdujo el enlace serial unificado (USL de Unified Serial Link), Smart Region of Interest (SROI), End-of-Transmission Short Packet (EoTp) y la compatibilidad con la profundidad de color RAW-24.

### CSI-3
MIPI CSI-3 es un protocolo bidireccional de alta velocidad diseñado principalmente para la transmisión de imágenes y video entre cámaras y hosts dentro de una red de dispositivos M-PHY basada en UniPro, de múltiples capas, peer-to-peer. Se lanzó originalmente en 2012 y se volvió a publicar en la versión 1.1 en 2014..

### Camera Command Set (CCS)
La especificación Camera Command Set (CCS) v1.0 se lanzó el 30 de noviembre de 2017. CCS define un conjunto estándar de funcionalidades para controlar sensores de imagen usando CSI-2.

## Tecnología y velocidades
A causa de la Interferencia electromagnética, el diseñador del sistema puede seleccionar entre dos velocidades de reloj diferentes (a y b) en cada uno de los niveles de velocidad de M-PHY.
| Velocidad M-PHY | Velocidad de reloj | Tasa de bits |
| --------------- | ------------------ | ------------ |
| Gear 1          | G1a                | 1.25 Gbit/s  |
| Gear 1          | G1b                | 1.49 Gbit/s  |
| Gear 2          | G2a                | 2.5 Gbit/s   |
| Gear 2          | G2b                | 2.9 Gbit/s   |
| Gear 3          | G3a                | 5 Gbit/s     |
| Gear 3          | G3b                | 5.8 Gbit/s   |

## Organizaciones asociadas
- JEDEC
- USB Implementers Forum
- MIPI Alliance